# Drobnica użytkowa
Drobnica użytkowa – sortymenty niekorowanego drewna okrągłego, w grubszym końcu grubości poniżej 7 cm (w praktyce poniżej 5 cm), przeznaczone do przerobu przemysłowego. Największe znaczenie przemysłowe ma tzw. drobnica leśna do wyrobu płyt pilśniowych. Przeznacza się na nie zarówno zdrowe tyczki (grub. w cieńszym końcu od 0,5 cm, a grubszym - do 7 cm) drzew iglastych i liściastych. Szczególnym rodzajem drobnicy użytkowej jest trzebionka; są to całe nieokrzesane drzewka (grubości do 6 cm) wycinane na koszt nabywcy, podczas cięć pielęgnacyjnych.